# Héctor Ferrer Ríos
Héctor José Ferrer Ríos (San Juan, Puerto Rico, 27 de marzo de 1970-Ibidem., 5 de noviembre de 2018) fue un político y abogado puertorriqueño que se desempeñaba como representante en la Cámara de Representantes de Puerto Rico de 2001 a 2012 por tres períodos consecutivos. Fue el presidente del Partido Popular Democrático (PPD) desde 2017 hasta su muerte.

## Primeros años
Ferrer nació el 27 de marzo de 1970 en San Juan, Puerto Rico. Era el segundo hijo de Eugenio Torres y Maritza Ríos. Cuando tenía 16 años, jugó al béisbol en la Federación Amaterur de Puerto Rico. Jugaba de infielder y fue miembro de varios equipos como Cupey, Vega Alta, San Lorenzo, Aibonito, Cidra y Cayey. Finalizó su carrera como beisbolista amateur con un promedio de bateo de .250, 32 hits en 128 veces al bat. Recibió una beca escolar deportiva en béisbol para estudiar en la Universidad de Carolina del Norte, Estados Unidos. Se recibió con licenciatura en Relaciones Económicas e Industriales. Realizó un doctorado en Jurisprudencia de la escuela de leyes de la Universidad Interamericana de Puerto Rico. En marzo de 1997, fue uno de los 10 grados más altos en el examen final.
Después de su graduación, trabajó como abogado privado.

## Carrera política
Ferrer fue elegido en la Cámara de Representantes de Puerto Rico en las elecciones generales del 2000, representando el Distrito 29. Durante su primer período actuó como un látigo para el PPD y presidió los Comités de Ética, tanto Federal como Internacional y asuntos del Consumidor.
Fue reelegido en las elecciones generales del 2004, en esta ocasión como un Representante de largo tiempo. Después que su partido perdió la mayoría en el Senadto y en la Cámara de Representantes fue vocero de la minoría.
En 2008, fue reelegido para un tercer período consecutivo, siendo el candidato con más votos para el puesto entre todos los candidatos. Debido a la derrota del PPD en la elección para Gobernador así como en el Senado y en la Cámara, permaneció como vocero de la minoría.
La derrota del PPD reasignó como líder a Aníbal Acevedo Vilá como Presidente. Héctor Ferres fue presidente del partido el 10 de noviembre de 2008 después de conocer el equipo de directores en donde se incluían líderes veteranos como Héctor Luis Acevedo, Rafael Hernández Colón y Miguel Hernández Agosto.
En 2011, fue derrotado para la presidencia del partido, por el candidato para nuevo gobernador Alejandro García Padilla. Inicialmente anunció sus intenciones de competir para Comisionado Residente de Puerto Rico, pero posteriormente anunció competir para mayor de San Juan, contra el titular Jorge Santini en las elecciones generales del 2012. Pero posteriormente fue detenido por abuso doméstico, por lo cual su candidatura decayó y se modificó a otras políticas. Cinco meses más tarde, el caso contra Ferrer fue archivado y no se presentaron cargos contra él.
Durante el tiempo en que estuvo fuera de la política, trabajo privadamente. Fue también panelista y comentarista en el programa de TV Los Seis de la Tarde, transmitido por vía Univisión Puerto Rico. En 2016, regresó a la política compitiendo para Comisionado Residente de Puerto Rico, contra el candidato del Gobierno David Bernier. Perdió ante Jenniffer González.
En febrero de 2017, fue reelegido por su partido como Presidente. En octubre de 2018, dejó la presidencia a Aníbal José Torres.
Ferrer tuvo una relación con Elisa "Beba" Hernández por siete años. Tuvieron un hijo llamado Eduardo José. Ferrer tuvo otros dos hijos (Héctor y Marielisa) de una relación previa. Su hermano fue elegido a la Cámara de Representantes en 2012.
Fue un ávido atleta ya que practicaba una variedad de deportes, incluyendo el béisbol, trote, ciclismo y natación, entre otros.

## Escándalo por abuso doméstico
En febrero de 2012, fue detenido después de acusaciones por abuso doméstico en contra de su pareja de largo tiempo, Elisa Hernández. Inicialmente Hernández pidió una restricción contra Ferrer por un año. Poco tiempo después, ella solicitó su suspensión. Con versiones de conflicto contraditorias de los eventos y en la forma en fueron manejados, Ferrer renunció a todas sus posiciones políticas cinco días después de su acusación. Varios meses después la Oficina del Procurador Especial Independiente, determinó que no había evidencia suficiente contra Ferrer y optó por no presentar cargos contra él. Varios días después de su arresto, Hernández presentó una declaración jurada en la cual hacía mención en que "fue coexionada por figuras del gobierno para acusarlo",
En septiembre de 2015, anunció que le habían diagnosticado cáncer en el esófago. Estuvo bajo numerosos tratamientos como quimioterapia y radiación. En 2016 anunció que estaba libre de cáncer.

## Muerte
En septiembre de 2018, Ferrer fue ingresado a hospitalización por presentar complicaciones posterior a un procedimiento quirúrgico, pero fue dado de alta a la semana siguiente. Ferrer moriría dos meses después el 5 de noviembre de 2018, en el Auxilio Muto Hospital en Hato Rey, después de una cirugía. Al momento de su muerte, sus padres y su hijo más joven estaban al lado de su cama. Carlos Delgado Altieri, Secretario General del PPD y alcalde de Isabela, Puerto Rico confirmó la noticia y llamó esta situación "algo rápido e inexplicable". Como resultado, el entonces Gobernador Ricardo Rosselló declaró cinco días de luto en honor de Ferrer.